# Pseudopoda parvipunctata
Pseudopoda parvipunctata là một loài nhện trong họ Sparassidae.
Loài này thuộc chi Pseudopoda. Pseudopoda parvipunctata được Peter Jäger miêu tả năm 2001.